# Dipartimento di Jalapa
Il dipartimento di Jalapa è uno dei 22 dipartimenti del Guatemala, il capoluogo è la città di Jalapa.

## Comuni
Il dipartimento di Jalapa conta 7 comuni:
- Jalapa
- Mataquescuintla
- Monjas
- San Carlos Alzatate
- San Luis Jilotepeque
- San Manuel Chaparrón
- San Pedro Pinula